# Pungluang Sor Singyu
Pungluang Sor Singyu, właśc. Panya Utok (ur. 16 kwietnia 1988 w Uthai Thani) – tajski bokser, aktualny zawodowy mistrz świata wagi koguciej (do 118 funtów) federacji WBO.
Karierę zawodową rozpoczął 27 września 2004. Do lipca 2012 stoczył 43 walki, z których wygrał 42 i 1 przegrał. W tym czasie zdobył i wielokrotnie bronił tytułów WBC Youth, WBO Asia Pacific Youth i tymczasowego mistrza WBO Oriental w wadze koguciej.
20 października 2012 w Manili zmierzył się o wakujący tytułu mistrza federacji WBO w wadze koguciej. Zmierzył się z Filipińczykiem AJ Banalem. Zwyciężył przez techniczny nokaut w dziewiątej rundzie i został nowym mistrzem świata.
Nr 1 według WBO Paulus Ambunda, będzie następnym rywalem Taja w obronie tytułu. Do pojedynku dojdzie 2 marca w Namibii.